# Teucholabis (Teucholabis) formosissima
Teucholabis (Teucholabis) formosissima is een tweevleugelige uit de familie steltmuggen (Limoniidae). De soort komt voor in het Neotropisch gebied.